# NGC 1255
NGC 1255 је спирална галаксија у сазвежђу Пећ која се налази на NGC листи објеката дубоког неба.
Деклинација објекта је - 25° 43' 28" а ректасцензија 3h 13m 32,0s. Привидна величина (магнитуда) објекта NGC 1255 износи 10,7 а фотографска магнитуда 11,5. Налази се на удаљености од 22,423 милиона парсека од Сунца. NGC 1255 је још познат и под ознакама ESO 481-13, MCG -4-8-50, UGCA 60, AM 0311-255, IRAS 03113-2554, PGC 12007.